# پاله مایلاپیتیا
پاله مایلاپیتیا (به لاتین: Palle Mailapitiya) یک منطقهٔ مسکونی در سری‌لانکا است که در استان مرکزی (سری‌لانکا) واقع شده‌است.